# Signiphora flava
Signiphora flava är en stekelart som beskrevs av Girault 1913. Signiphora flava ingår i släktet Signiphora och familjen långklubbsteklar. Inga underarter finns listade i Catalogue of Life.